# Danh sách Hoa hậu Thế giới
Sau đây là danh sách những người phụ nữ đã giành được danh hiệu Hoa hậu Thế giới.

## Danh sách Hoa hậu Thế giới
Dưới đây là danh sách các Hoa hậu Thế giới từ năm 1951 đến nay.
| Năm  | Quốc gia                          | Hoa hậu Thế giới                  | Tuổi                              | Nơi đăng cai                      | Nơi đăng quang                            | Ngày chiến thắng                  | Số lượng thí sinh                 |
| ---- | --------------------------------- | --------------------------------- | --------------------------------- | --------------------------------- | ----------------------------------------- | --------------------------------- | --------------------------------- |
| 1951 | Thụy Điển                         | Kiki Håkansson (†)                | 22                                | Luân Đôn, Anh                     | Nhà hát Lyceum                            | 29 tháng 7                        | 26                                |
| 1952 | Thụy Điển                         | May Louise Flodin (†)             | 20                                | Luân Đôn, Anh                     | Nhà hát Lyceum                            | 14 tháng 11                       | 11                                |
| 1953 | Pháp                              | Denise Perrier                    | 18                                | Luân Đôn, Anh                     | Nhà hát Lyceum                            | 19 tháng 10                       | 15                                |
| 1954 | Ai Cập                            | Antigone Costanda                 | 19                                | Luân Đôn, Anh                     | Nhà hát Lyceum                            | 18 tháng 10                       | 16                                |
| 1955 | Venezuela                         | Susana Duijm                      | 19                                | Luân Đôn, Anh                     | Nhà hát Lyceum                            | 20 tháng 10                       | 19                                |
| 1956 | Đức                               | Petra Schürmann(†)                | 19                                | Luân Đôn, Anh                     | Nhà hát Lyceum                            | 15 tháng 10                       | 24                                |
| 1957 | Phần Lan                          | Marita Lindahl                    | 19                                | Luân Đôn, Anh                     | Nhà hát Lyceum                            | 14 tháng 10                       | 23                                |
| 1958 | Nam Phi                           | Penelope Anne Coelen              | 18                                | Luân Đôn, Anh                     | Nhà hát Lyceum                            | 13 tháng 10                       | 22                                |
| 1959 | Hà Lan                            | Corine Rottschafer                | 19                                | Luân Đôn, Anh                     | Nhà hát Lyceum                            | 10 tháng 11                       | 37                                |
| 1960 | Argentina                         | Norma Gladys Cappagli             | 21                                | Luân Đôn, Anh                     | Nhà hát Lyceum                            | 08 tháng 11                       | 39                                |
| 1961 | Vương quốc Anh                    | Rosemarie Frankland (†)           | 18                                | Luân Đôn, Anh                     | Nhà hát Lyceum                            | 09 tháng 11                       | 37                                |
| 1962 | Hà Lan                            | Catharina Lodders                 | 22                                | Luân Đôn, Anh                     | Nhà hát Lyceum                            | 08 tháng 11                       | 33                                |
| 1963 | Jamaica                           | Carole Joan Crawford              | 22                                | Luân Đôn, Anh                     | Nhà hát Lyceum                            | 07 tháng 11                       | 40                                |
| 1964 | Vương quốc Anh                    | Ann Sydney                        | 20                                | Luân Đôn, Anh                     | Nhà hát Lyceum                            | 12 tháng 11                       | 42                                |
| 1965 | Vương quốc Anh                    | Lesley Langley                    | 20                                | Luân Đôn, Anh                     | Nhà hát Lyceum                            | 19 tháng 11                       | 48                                |
| 1966 | Ấn Độ                             | Reita Faria                       | 21                                | Luân Đôn, Anh                     | Nhà hát Lyceum                            | 17 tháng 11                       | 51                                |
| 1967 | Perú                              | Madeline Hartog-Bel               | 21                                | Luân Đôn, Anh                     | Nhà hát Lyceum                            | 16 tháng 11                       | 55                                |
| 1968 | Úc                                | Penelope Plummer                  | 20                                | Luân Đôn, Anh                     | Nhà hát Lyceum                            | 14 tháng 11                       | 53                                |
| 1969 | Áo                                | Eva Rueber-Staier                 | 18                                | Luân Đôn, Anh                     | Hội trường Hoàng gia Albert               | 27 tháng 11                       | 50                                |
| 1970 | Grenada                           | Jennifer Hosten                   | 22                                | Luân Đôn, Anh                     | Hội trường Hoàng gia Albert               | 20 tháng 11                       | 58                                |
| 1971 | Brazil                            | Lúcia Petterle                    | 22                                | Luân Đôn, Anh                     | Hội trường Hoàng gia Albert               | 10 tháng 11                       | 56                                |
| 1972 | Úc                                | Belinda Green                     | 20                                | Luân Đôn, Anh                     | Hội trường Hoàng gia Albert               | 01 tháng 12                       | 53                                |
| 1973 | Hoa Kỳ                            | Marjorie Wallace (Truất ngôi)     | 19                                | Luân Đôn, Anh                     | Hội trường Hoàng gia Albert               | 23 tháng 11                       | 54                                |
| 1974 | Vương quốc Anh                    | Helen Morgan (Truất ngôi)         | 22                                | Luân Đôn, Anh                     | Hội trường Hoàng gia Albert               | 22 tháng 11                       | 58                                |
| 1974 | Nam Phi                           | Anneline Kriel (Thay thế)         | 19                                | Luân Đôn, Anh                     | Hội trường Hoàng gia Albert               | 22 tháng 11                       | 58                                |
| 1975 | Puerto Rico                       | Wilnelia Merced                   | 18                                | Luân Đôn, Anh                     | Hội trường Hoàng gia Albert               | 20 tháng 11                       | 67                                |
| 1976 | Jamaica                           | Cindy Breakspeare                 | 22                                | Luân Đôn, Anh                     | Hội trường Hoàng gia Albert               | 18 tháng 11                       | 60                                |
| 1977 | Thụy Điển                         | Mary Stävin                       | 20                                | Luân Đôn, Anh                     | Hội trường Hoàng gia Albert               | 17 tháng 11                       | 62                                |
| 1978 | Argentina                         | Silvana Suárez                    | 20                                | Luân Đôn, Anh                     | Hội trường Hoàng gia Albert               | 16 tháng 11                       | 68                                |
| 1979 | Bermuda                           | Gina Swainson                     | 21                                | Luân Đôn, Anh                     | Hội trường Hoàng gia Albert               | 15 tháng 11                       | 69                                |
| 1980 | Đức                               | Gabriella Brum (Truất ngôi)       | 18                                | Luân Đôn, Anh                     | Hội trường Hoàng gia Albert               | 13 tháng 11                       | 67                                |
| 1980 | Guam                              | Kimberley Santos (Thay thế)       | 19                                | Luân Đôn, Anh                     | Hội trường Hoàng gia Albert               | 13 tháng 11                       | 67                                |
| 1981 | Venezuela                         | Pilín León                        | 18                                | Luân Đôn, Anh                     | Hội trường Hoàng gia Albert               | 12 tháng 11                       | 67                                |
| 1982 | Cộng hòa Dominican                | Mariasela Álvarez                 | 22                                | Luân Đôn, Anh                     | Hội trường Hoàng gia Albert               | 18 tháng 11                       | 68                                |
| 1983 | Vương quốc Anh                    | Sarah-Jane Hutt                   | 19                                | Luân Đôn, Anh                     | Hội trường Hoàng gia Albert               | 17 tháng 11                       | 72                                |
| 1984 | Venezuela                         | Astrid Carolina Herrera           | 21                                | Luân Đôn, Anh                     | Hội trường Hoàng gia Albert               | 15 tháng 11                       | 72                                |
| 1985 | Iceland                           | Hólmfríður Karlsdóttir            | 22                                | Luân Đôn, Anh                     | Hội trường Hoàng gia Albert               | 14 tháng 11                       | 78                                |
| 1986 | Trinidad và Tobago                | Giselle Laronde                   | 23                                | Luân Đôn, Anh                     | Hội trường Hoàng gia Albert               | 13 tháng 11                       | 77                                |
| 1987 | Áo                                | Ulla Weigerstorfer                | 20                                | Luân Đôn, Anh                     | Hội trường Hoàng gia Albert               | 12 tháng 11                       | 78                                |
| 1988 | Iceland                           | Linda Pétursdóttir                | 19                                | Luân Đôn, Anh                     | Hội trường Hoàng gia Albert               | 17 tháng 11                       | 84                                |
| 1989 | Ba Lan                            | Aneta Kręglicka                   | 24                                | Hồng Kông                         | Trung tâm triển lãm và hội nghị Hồng Kông | 22 tháng 11                       | 78                                |
| 1990 | Hoa Kỳ                            | Gina Tolleson                     | 20                                | Luân Đôn, Anh                     | London Palladium                          | 08 tháng 11                       | 81                                |
| 1991 | Vương quốc Anh                    | Ninibeth Leal                     | 21                                | Atlanta, Hoa Kỳ                   | Trung tâm hội nghị thế giới Georgia       | 28 tháng 11                       | 78                                |
| 1992 | Nga                               | Julia Kourotchkina                | 18                                | Thành phố Mặt trời, Nam Phi       | Trung tâm giải trí Thành phố Mặt trời     | 12 tháng 12                       | 83                                |
| 1993 | Jamaica                           | Lisa Hanna                        | 18                                | Thành phố Mặt trời, Nam Phi       | Trung tâm giải trí Thành phố Mặt trời     | 27 tháng 11                       | 81                                |
| 1994 | Ấn Độ                             | Aishwarya Rai                     | 21                                | Thành phố Mặt trời, Nam Phi       | Trung tâm giải trí Thành phố Mặt trời     | 19 tháng 11                       | 87                                |
| 1995 | Venezuela                         | Jacqueline Aguilera               | 19                                | Thành phố Mặt trời, Nam Phi       | Trung tâm giải trí Thành phố Mặt trời     | 18 tháng 11                       | 84                                |
| 1996 | Hy Lạp                            | Irene Skliva                      | 18                                | Bangalore, Ấn Độ                  | Sân Cricket Bangaluru                     | 23 tháng 11                       | 88                                |
| 1997 | Ấn Độ                             | Diana Hayden                      | 24                                | Mahé, Seychelles                  | Câu lạc bộ Plantation                     | 22 tháng 11                       | 86                                |
| 1998 | Israel                            | Linor Abargil                     | 18                                | Mahé, Seychelles                  | Lake Berjaya Mahé Resort                  | 26 tháng 11                       | 86                                |
| 1999 | Ấn Độ                             | Yukta Mookhey                     | 20                                | Luân Đôn, Anh                     | Olympia Hall                              | 04 tháng 12                       | 94                                |
| 2000 | Ấn Độ                             | Priyanka Chopra                   | 18                                | Luân Đôn, Anh                     | Millennium Dome                           | 30 tháng 11                       | 95                                |
| 2001 | Nigeria                           | Agbani Darego                     | 19                                | Thành phố Mặt trời, Nam Phi       | Trung tâm giải trí Thành phố Mặt trời     | 16 tháng 11                       | 93                                |
| 2002 | Thổ Nhĩ Kỳ                        | Azra Akin                         | 21                                | Luân Đôn, Anh Quốc                | Cung điện Alexandra                       | 07 tháng 12                       | 88                                |
| 2003 | Ireland                           | Rosanna Davison                   | 19                                | Tam Á, Trung Quốc                 | Nhà hát Vương miện sắc đẹp                | 06 tháng 12                       | 106                               |
| 2004 | Perú                              | María Julia Mantilla              | 20                                | Tam Á, Trung Quốc                 | Nhà hát Vương miện sắc đẹp                | 04 tháng 12                       | 107                               |
| 2005 | Iceland                           | Unnur Birna Vilhjalmsdottir       | 20                                | Tam Á, Trung Quốc                 | Nhà hát Vương miện sắc đẹp                | 10 tháng 12                       | 102                               |
| 2006 | Séc                               | Taťána Kuchařová                  | 18                                | Warsaw, Ba Lan                    | Tháp Văn hóa và Khoa học                  | 30 tháng 9                        | 104                               |
| 2007 | Trung Quốc                        | Trương Tử Lâm                     | 23                                | Tam Á, Trung Quốc                 | Nhà hát Vương miện sắc đẹp                | 01 tháng 12                       | 106                               |
| 2008 | Nga                               | Ksenia Sukhinova                  | 21                                | Johannesburg, Nam Phi             | Trung tâm hội nghị Sandton                | 13 tháng 12                       | 109                               |
| 2009 | Gibraltar                         | Kaiane Aldorino                   | 23                                | Johannesburg, Nam Phi             | Trung tâm hội nghị Gallagher              | 12 tháng 12                       | 112                               |
| 2010 | Hoa Kỳ                            | Alexandria Mills                  | 18                                | Tam Á, Trung Quốc                 | Nhà hát Vương miện sắc đẹp                | 30 tháng 10                       | 115                               |
| 2011 | Venezuela                         | Ivian Sarcos                      | 22                                | Luân Đôn, Anh Quốc                | Trung tâm triển lãm Earls Court           | 06 tháng 11                       | 113                               |
| 2012 | Trung Quốc                        | Vu Văn Hà                         | 23                                | Ngạc Nhĩ Đa Tư, Trung Quốc        | Sân vận động trung tâm Đông Thắng         | 18 tháng 8                        | 116                               |
| 2013 | Philippines                       | Megan Young                       | 23                                | Bali, Indonesia                   | Trung tâm hội nghị Bali Nusa Dua          | 28 tháng 9                        | 127                               |
| 2014 | Nam Phi                           | Rolene Strauss                    | 22                                | Luân Đôn, Anh Quốc                | ExCeL London                              | 14 tháng 12                       | 122                               |
| 2015 | Tây Ban Nha                       | Mireia Lalaguna                   | 23                                | Tam Á, Trung Quốc                 | Nhà hát Vương miện sắc đẹp                | 19 tháng 12                       | 114                               |
| 2016 | Puerto Rico                       | Stephanie Del Valle               | 19                                | Washington, D.C., Hoa Kỳ          | MGM National Harbor                       | 18 tháng 12                       | 117                               |
| 2017 | Ấn Độ                             | Manushi Chhillar                  | 20                                | Tam Á, Trung Quốc                 | Nhà hát Vương miện sắc đẹp                | 18 tháng 11                       | 118                               |
| 2018 | Mexico                            | Vanessa Ponce de Leon             | 26                                | Tam Á, Trung Quốc                 | Nhà hát Vương miện sắc đẹp                | 8 tháng 12                        | 118                               |
| 2019 | Jamaica                           | Toni-Ann Singh                    | 23                                | Luân Đôn, Anh Quốc                | ExCeL London                              | 14 tháng 12                       | 112                               |
| 2020 | Cuộc thi bị hoãn do dịch Covid-19 | Cuộc thi bị hoãn do dịch Covid-19 | Cuộc thi bị hoãn do dịch Covid-19 | Cuộc thi bị hoãn do dịch Covid-19 | Cuộc thi bị hoãn do dịch Covid-19         | Cuộc thi bị hoãn do dịch Covid-19 | Cuộc thi bị hoãn do dịch Covid-19 |
| 2021 | Ba Lan                            | Karolina Bielawska                | 22                                | San Juan, Puerto Rico             | Coca-Cola Music Hall                      | 16 tháng 3, 2022                  | 97                                |
| 2022 | Cuộc thi bị hoãn                  | Cuộc thi bị hoãn                  | Cuộc thi bị hoãn                  | Cuộc thi bị hoãn                  | Cuộc thi bị hoãn                          | Cuộc thi bị hoãn                  | Cuộc thi bị hoãn                  |
| 2023 | Cộng hòa Séc                      | Krystyna Pyszková                 | 25                                | Mumbai, Ấn Độ                     | Trung tâm Hội nghị World Jio              | 9 tháng 3, 2024                   | 113                               |
| 2024 | Cuộc thi bị hoãn                  | Cuộc thi bị hoãn                  | Cuộc thi bị hoãn                  | Cuộc thi bị hoãn                  | Cuộc thi bị hoãn                          | Cuộc thi bị hoãn                  | Cuộc thi bị hoãn                  |
| 2025 | Thái Lan                          | Suchata Chuangsri                 | 22                                | Telangana, Ấn Độ                  | Trung tâm Triển lãm HITEX                 | 31 tháng 5                        | 108                               |

Ghi chú
- † Đã qua đời

### Số lần chiến thắng của các quốc gia/lãnh thổ
| Quốc gia/Lãnh thổ  | Số lần | Các năm chiến thắng                |
| ------------------ | ------ | ---------------------------------- |
| Ấn Độ              | 6      | 1966, 1994, 1997, 1999, 2000, 2017 |
| Venezuela          | 6      | 1955, 1981, 1984, 1991, 1995, 2011 |
| Vương quốc Anh     | 5      | 1961, 1964, 1965, 1974, 1983       |
| Jamaica            | 4      | 1963, 1976, 1993, 2019             |
| Nam Phi            | 3      | 1958, 1974, 2014                   |
| Hoa Kỳ             | 3      | 1973, 1990, 2010                   |
| Iceland            | 3      | 1985, 1988, 2005                   |
| Thụy Điển          | 3      | 1951, 1952, 1977                   |
| Cộng hòa Séc       | 2      | 2006, 2023                         |
| Ba Lan             | 2      | 1989, 2021                         |
| Puerto Rico        | 2      | 1975, 2016                         |
| Trung Quốc         | 2      | 2007, 2012                         |
| Nga                | 2      | 1992, 2008                         |
| Peru               | 2      | 1967, 2004                         |
| Áo                 | 2      | 1969, 1987                         |
| Argentina          | 2      | 1960, 1978                         |
| Úc                 | 2      | 1968, 1972                         |
| Hà Lan             | 2      | 1959, 1962                         |
| Đức                |        | 1956, 1980                         |
| Thái Lan           | 1      | 2025                               |
| Mexico             | 1      | 2018                               |
| Tây Ban Nha        | 1      | 2015                               |
| Philippines        | 1      | 2013                               |
| Gibraltar          | 1      | 2009                               |
| Ireland            | 1      | 2003                               |
| Thổ Nhĩ Kỳ         | 1      | 2002                               |
| Nigeria            | 1      | 2001                               |
| Israel             | 1      | 1998                               |
| Hy Lạp             | 1      | 1996                               |
| Trinidad và Tobago | 1      | 1986                               |
| Cộng hòa Dominican | 1      | 1982                               |
| Guam               | 1      | 1980                               |
| Bermuda            | 1      | 1979                               |
| Brazil             | 1      | 1971                               |
| Grenada            | 1      | 1970                               |
| Phần Lan           | 1      | 1957                               |
| Ai Cập             | 1      | 1954                               |
| Pháp               | 1      | 1953                               |

### Thành tích của các châu lục
| Châu lục       | Năm |
| -------------- | --- |
| Châu Âu        | 1951, 1952, 1953, 1956, 1957, 1959, 1961, 1962, 1964, 1965, 1969, 1977, 1983, 1985, 1987, 1988, 1989, 1992, 1996, 2003, 2005, 2006, 2008, 2009, 2015, 2021, 2023 |
| Châu Mỹ        | 1955, 1960, 1963, 1967, 1970, 1971, 1973, 1975, 1976, 1978, 1979, 1981, 1984, 1982, 1986, 1990, 1991, 1993, 1995, 2004, 2010, 2011, 2016, 2018, 2019             |
| Châu Á         | 1966, 1994, 1997, 1998, 1999, 2000, 2002, 2007, 2012, 2013, 2017, 2025                                                                                           |
| Châu Phi       | 1954, 1958, 1974, 2001, 2014 |
| Châu Đại Dương | 1968, 1972, 1980 |

## Hình ảnh của các hoa hậu

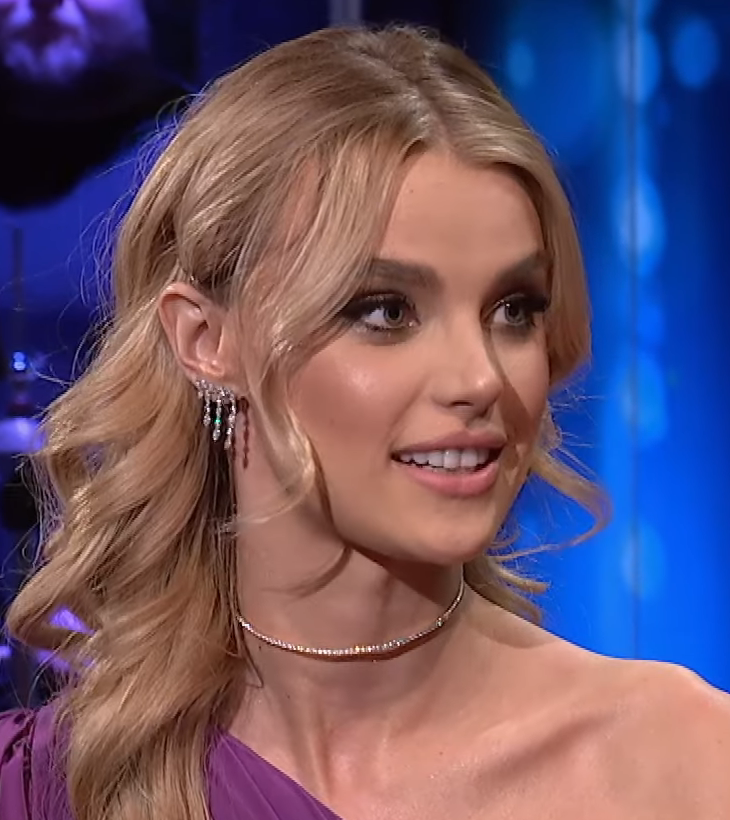
Hoa hậu Thế giới 2023 Krystyna Pyszková Cộng hòa Séc
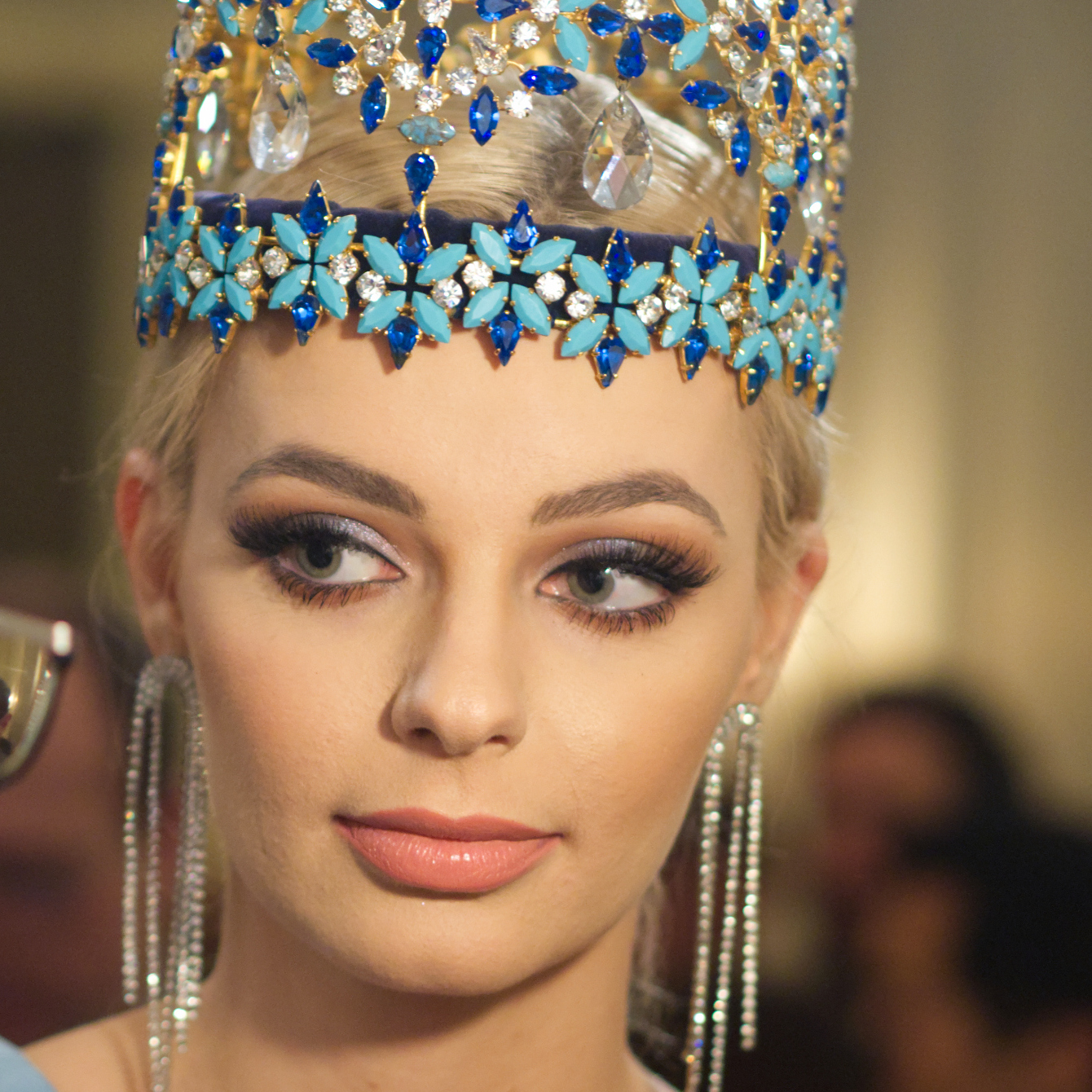
Hoa hậu Thế giới 2021 Karolina Bielawska Ba Lan
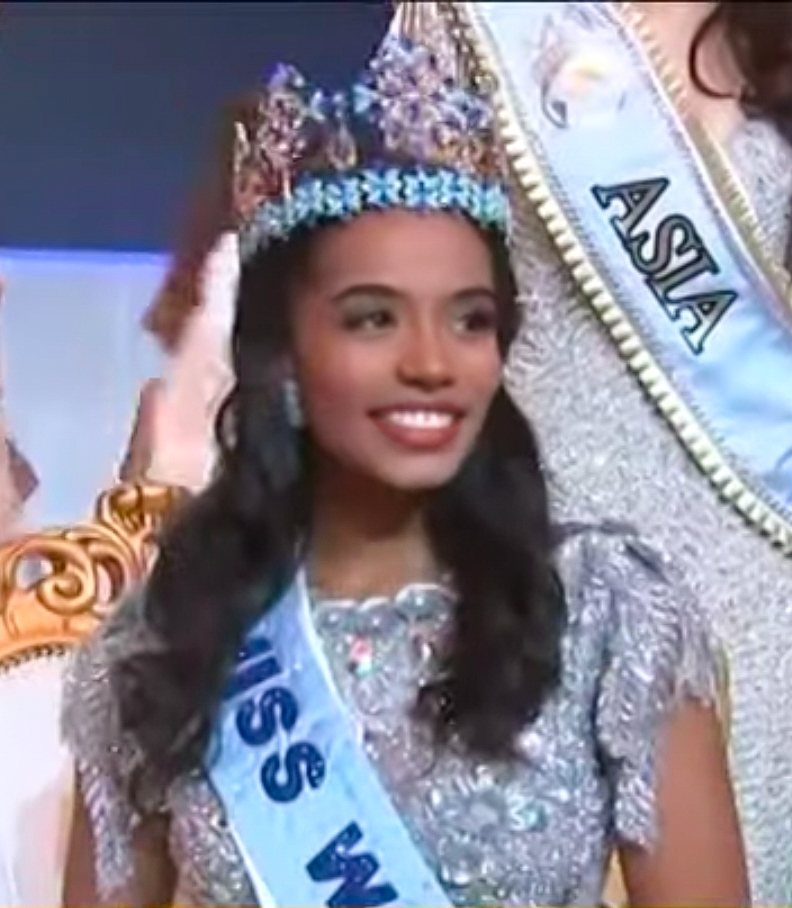
Hoa hậu Thế giới 2019 Toni-Ann Singh Jamaica
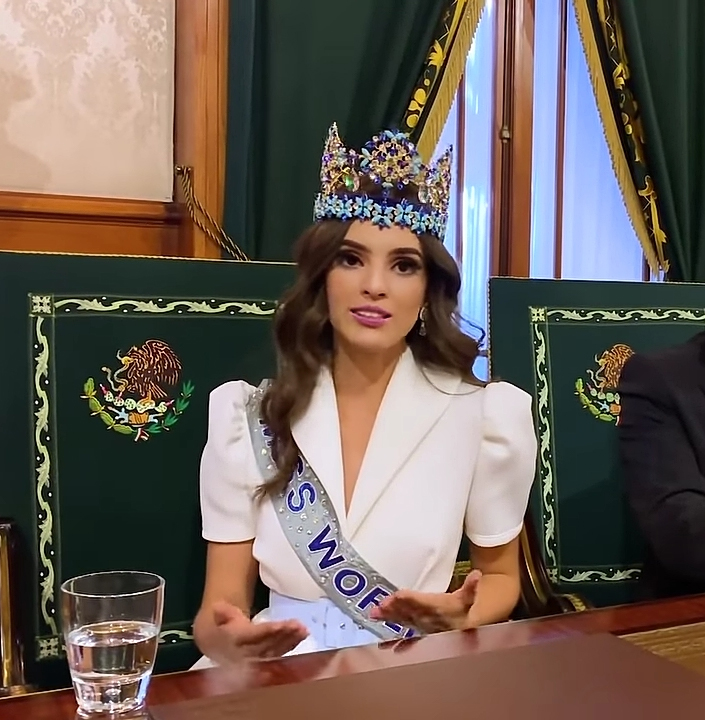
Hoa hậu Thế giới 2018 Vanessa Ponce Mexico
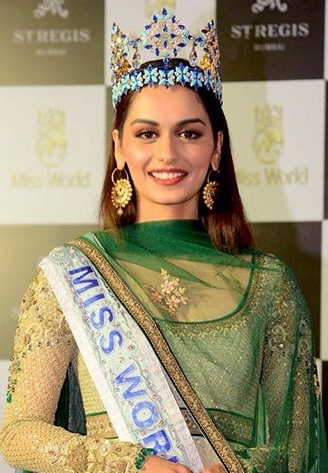
Hoa hậu Thế giới 2017 Manushi Chhillar Ấn Độ
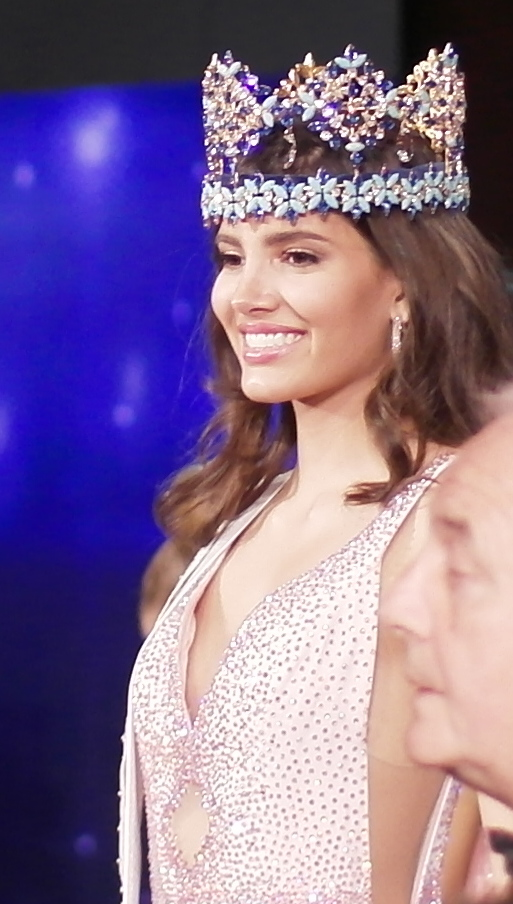
Hoa hậu Thế giới 2016 Stephanie Del Valle Puerto Rico
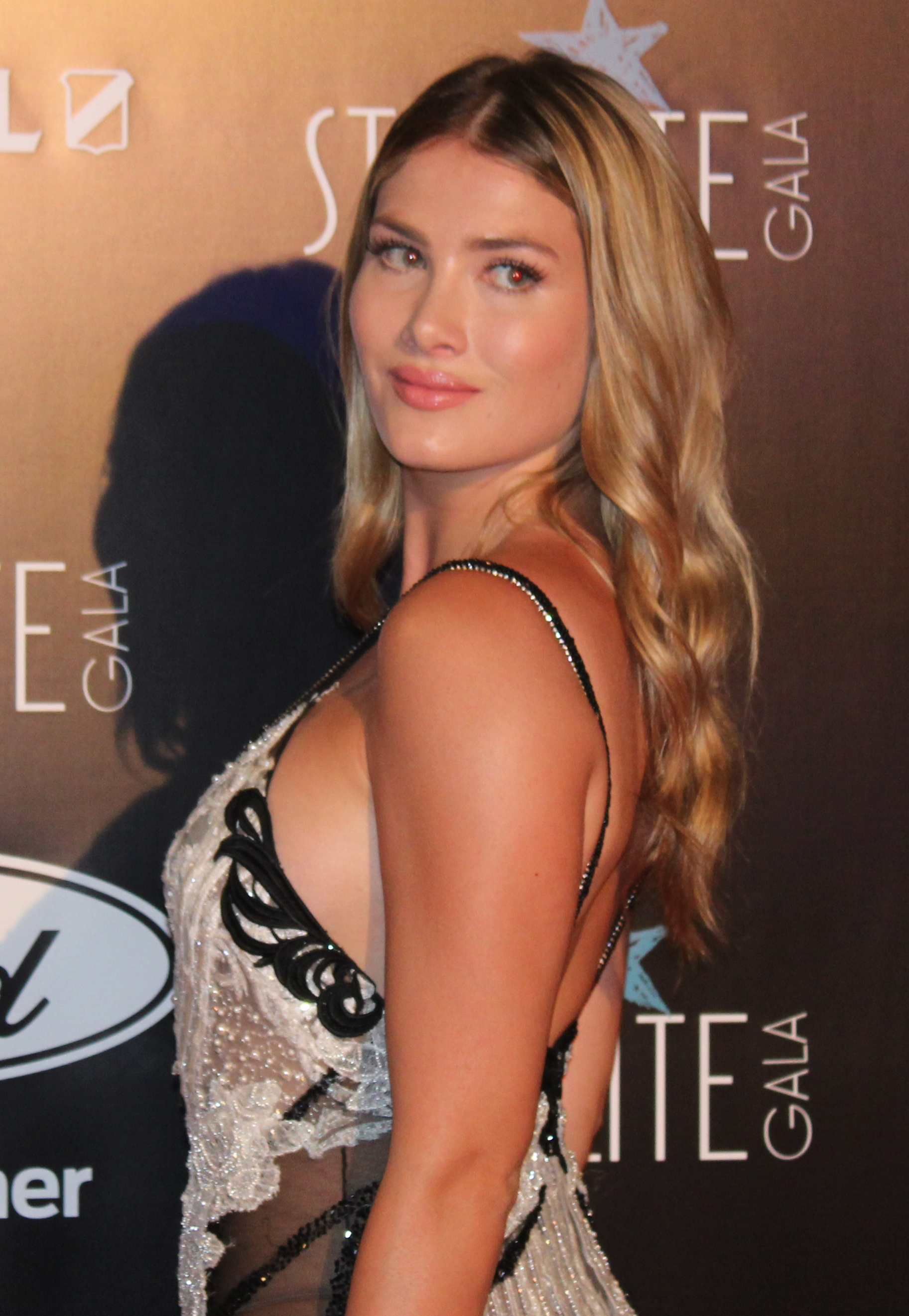
Hoa hậu Thế giới 2015 Mireia Lalaguna
  Tây Ban Nha
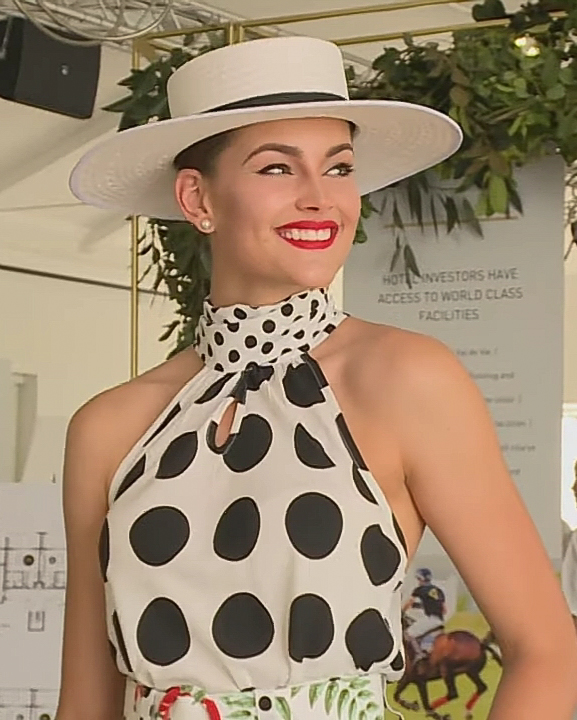
Hoa hậu Thế giới 2014 Rolene Strauss Nam Phi
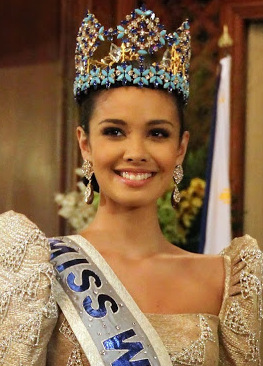
Hoa hậu Thế giới 2013 Megan Young Philippines
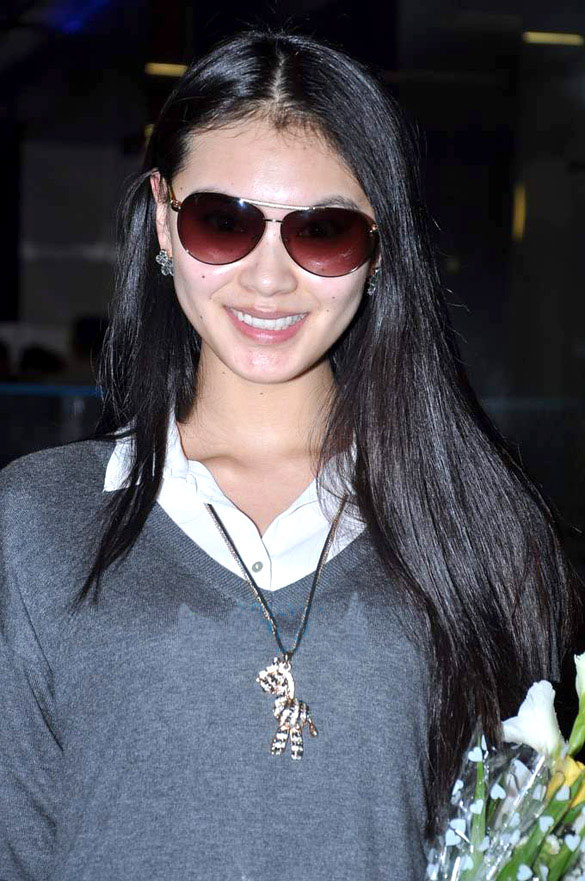
Hoa hậu Thế giới 2012 Vu Văn Hà Trung Quốc
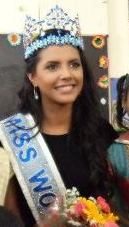
Hoa hậu Thế giới 2011 Ivian Sarcos Venezuela
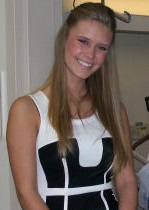
Hoa hậu Thế giới 2010 Alexandria Mills Hoa Kỳ
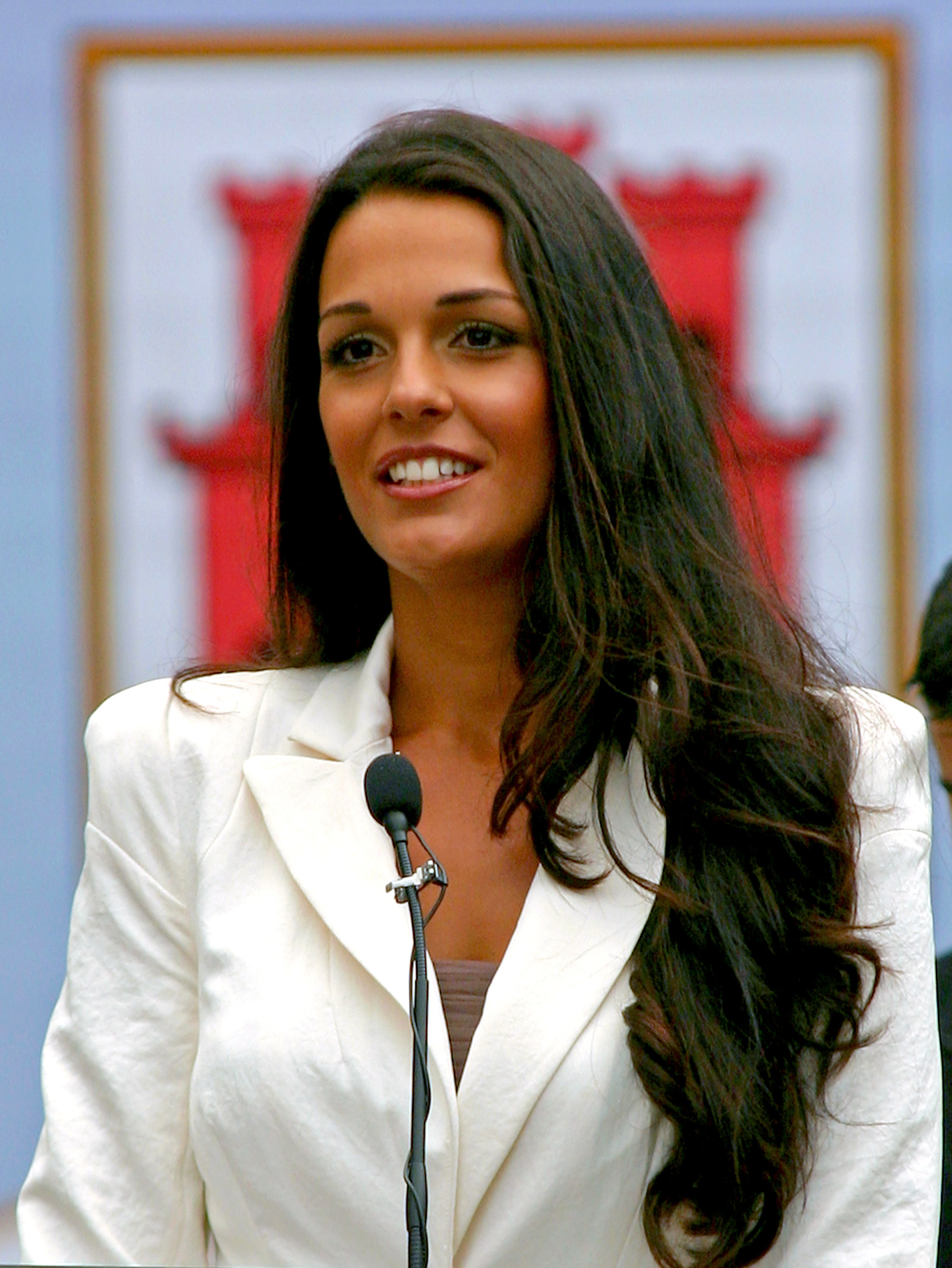
Hoa hậu Thế giới 2009 Kaiane Aldorino Gibraltar
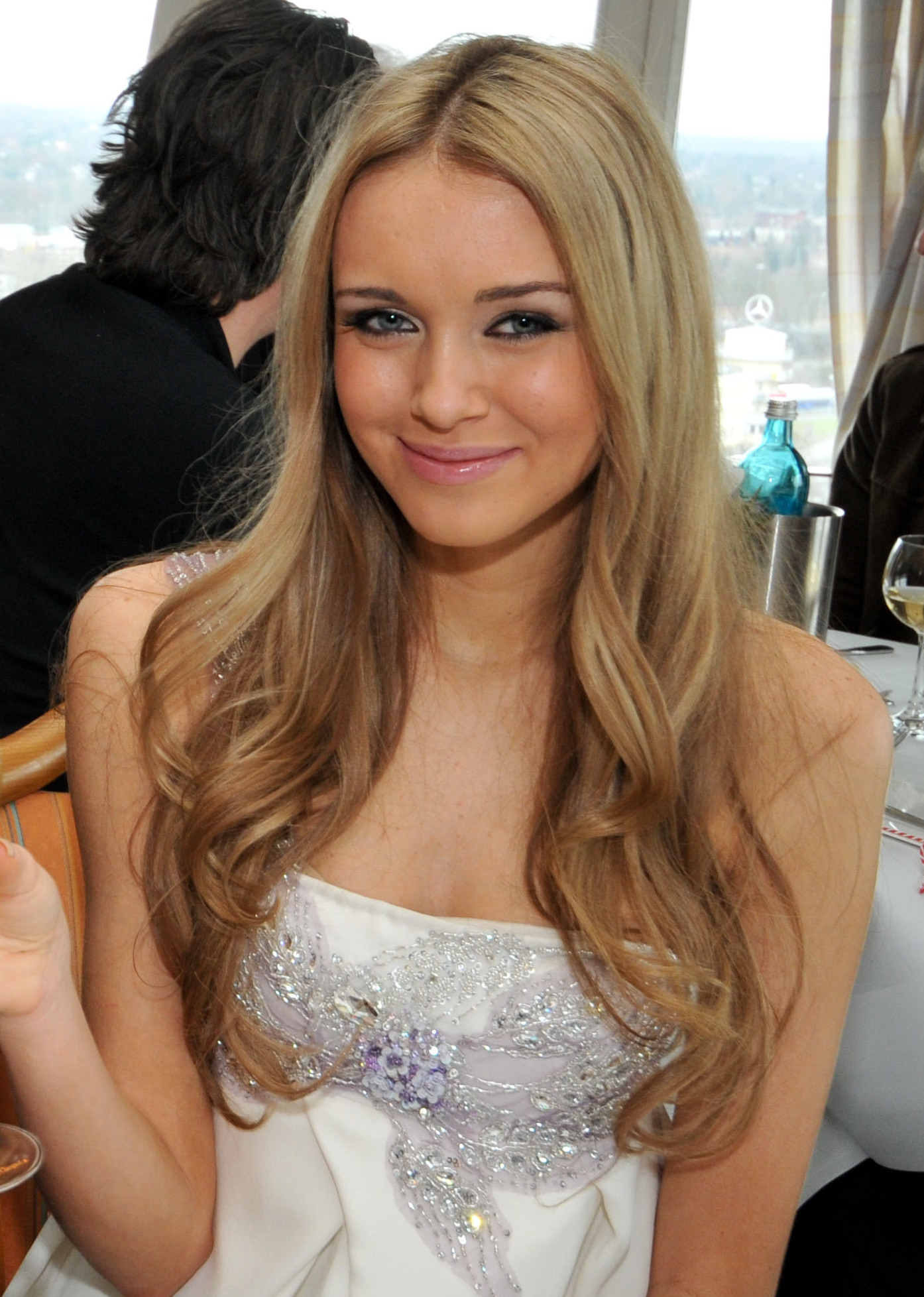
Hoa hậu Thế giới 2008 Ksenia Sukhinova
  Nga
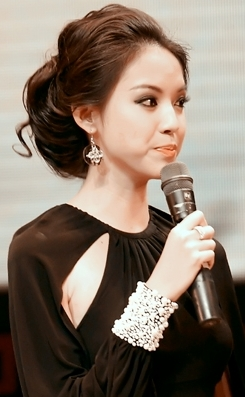
Hoa hậu Thế giới 2007 Trương Tử Lâm Trung Quốc
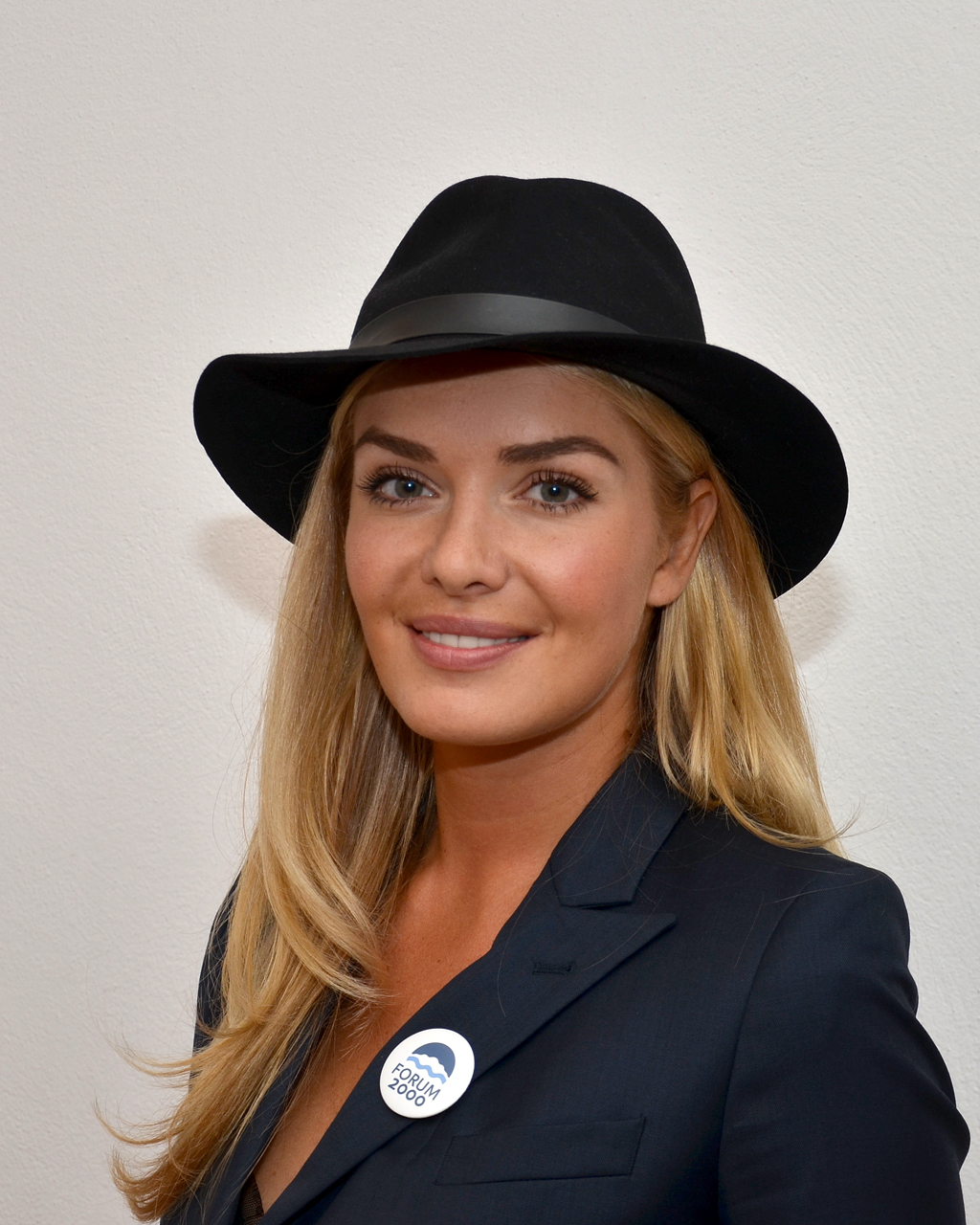
Hoa hậu Thế giới 2006 Taťána Kuchařová
  Séc
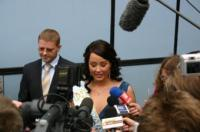
Hoa hậu Thế giới 2005 Unnur Birna Vilhjálmsdóttir Iceland
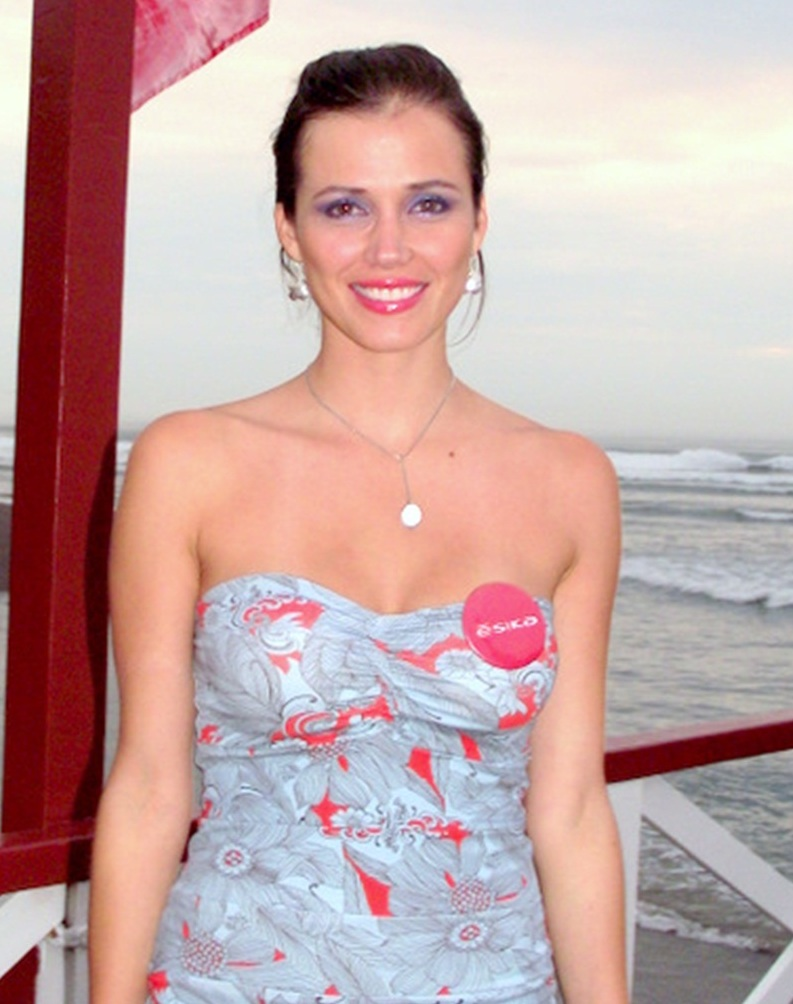
Hoa hậu Thế giới 2004 María Julia Mantilla Peru
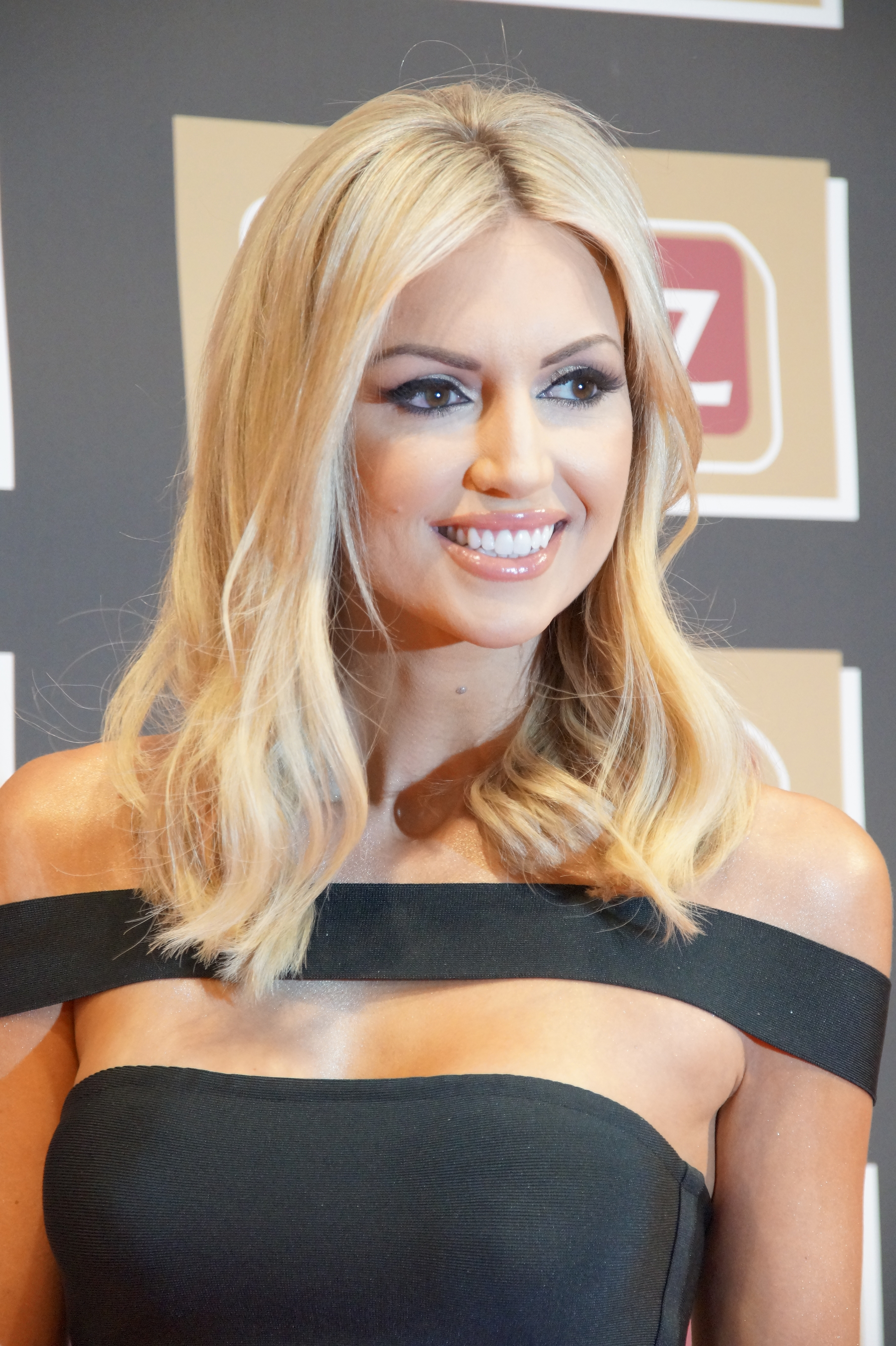
Hoa hậu Thế giới 2003 Rosanna Davison Ireland
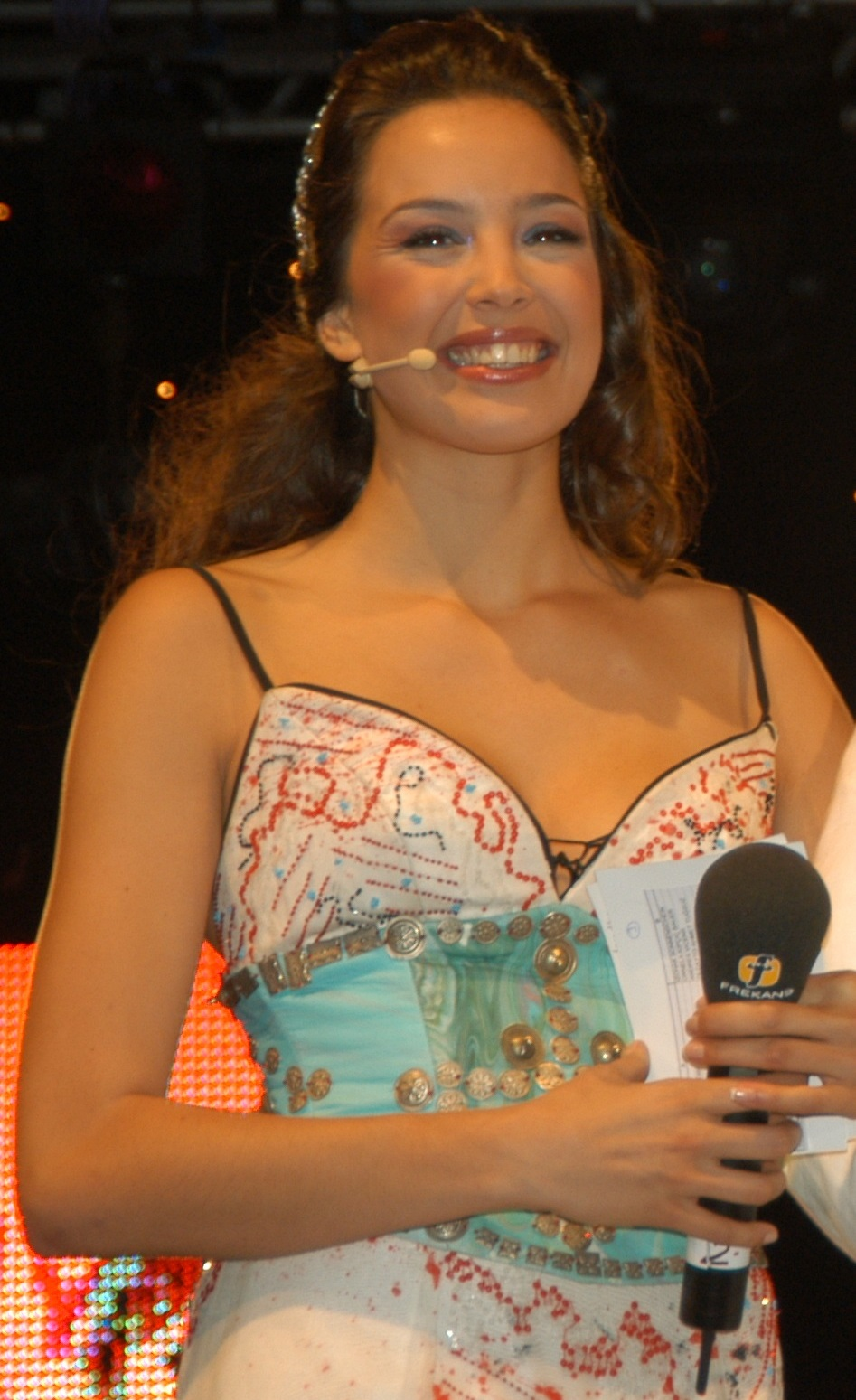
Hoa hậu Thế giới 2002 Azra Akin Thổ Nhĩ Kỳ
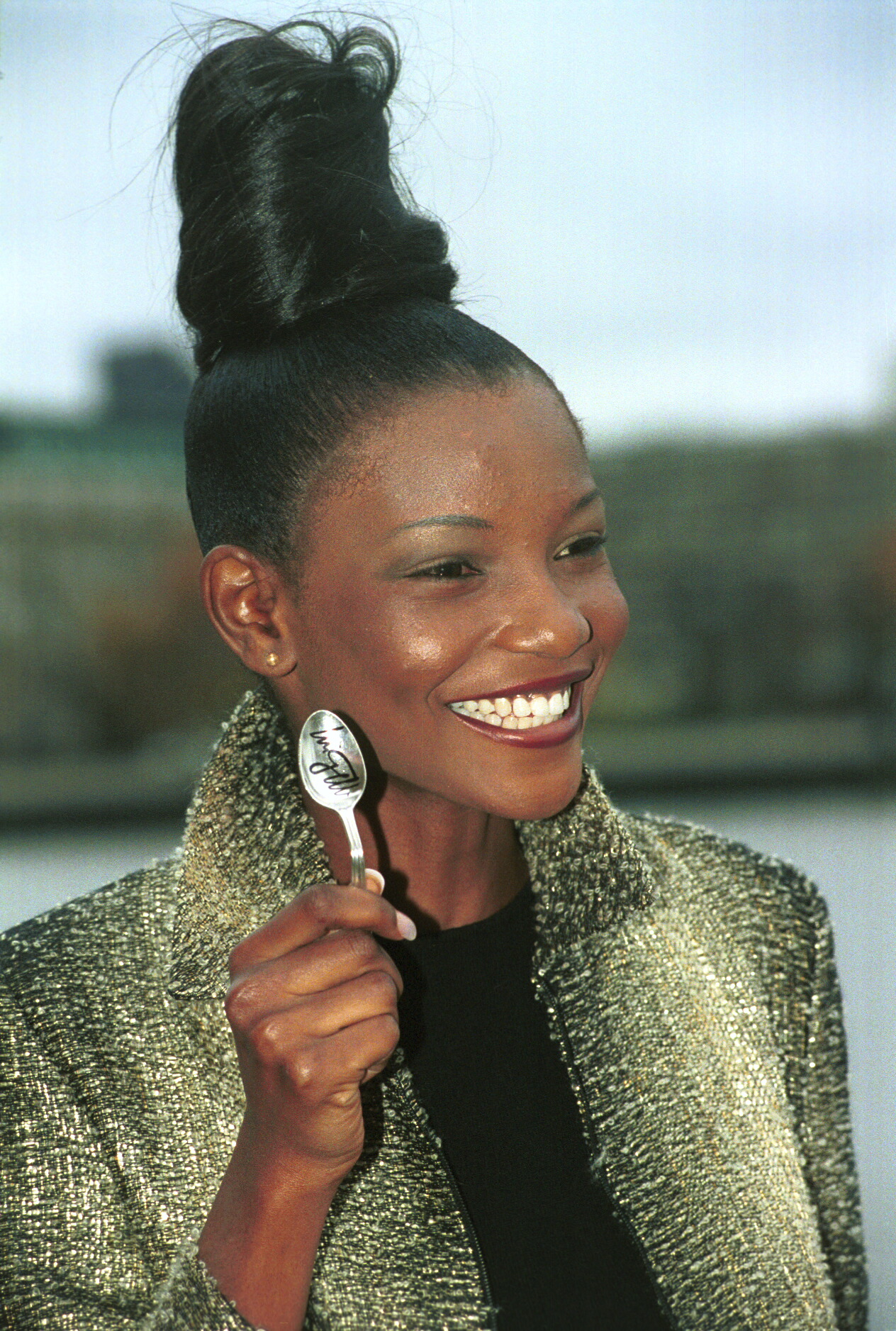
Hoa hậu Thế giới 2001 Agbani Darego Nigeria
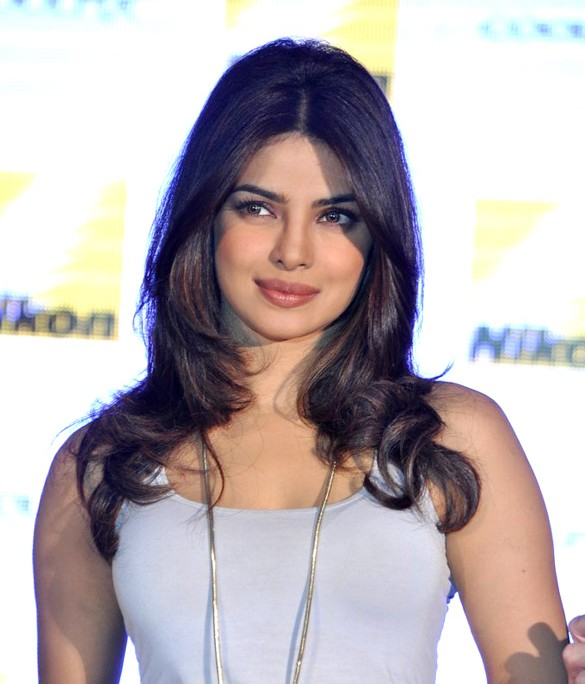
Hoa hậu Thế giới 2000 Priyanka Chopra Ấn Độ
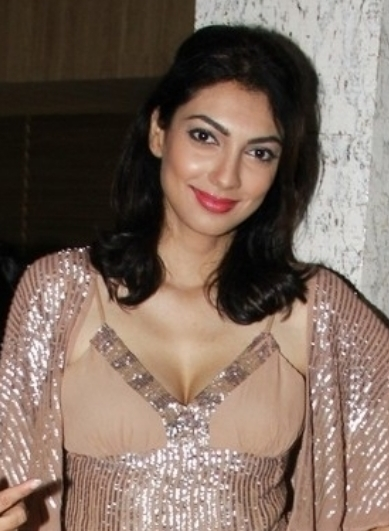
Hoa hậu Thế giới 1999 Yukta Mookhey, Ấn Độ
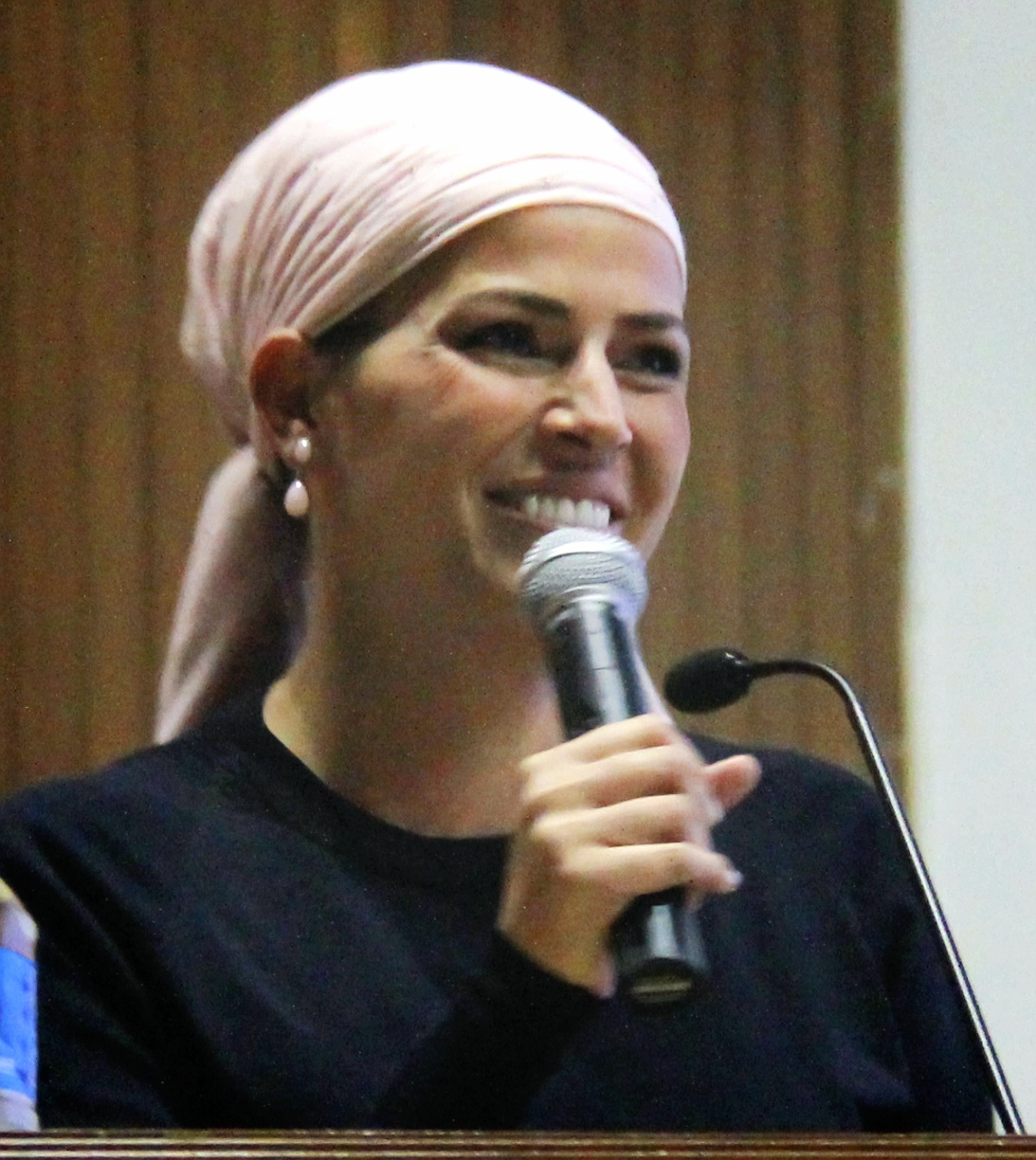
Hoa hậu Thế giới 1998 Linor Abargil, Israel
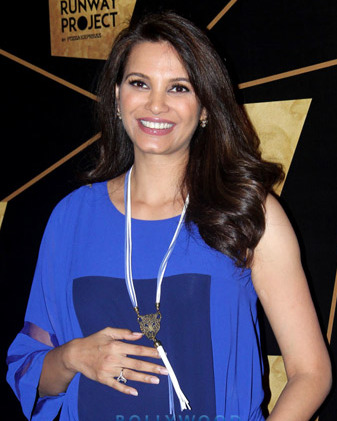
Hoa hậu Thế giới 1997 Diana Hayden, Ấn Độ
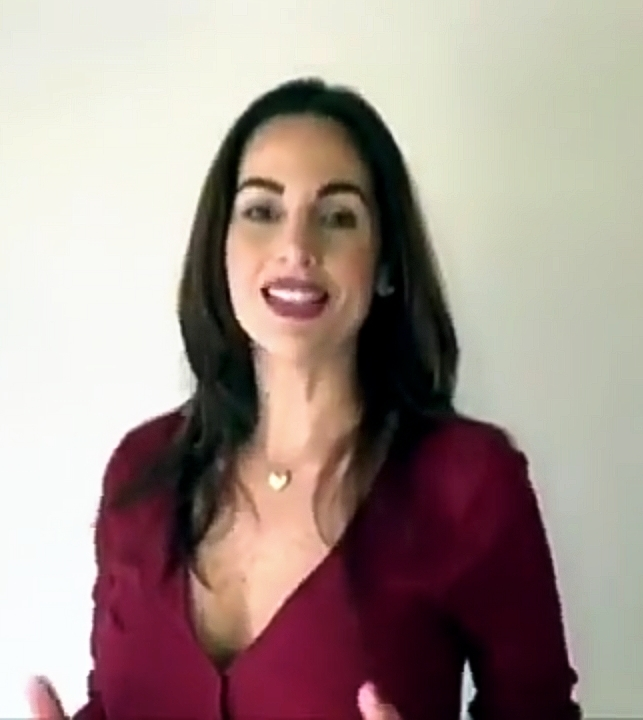
Hoa hậu Thế giới 1995 Jacqueline Aguilera, Venezuela
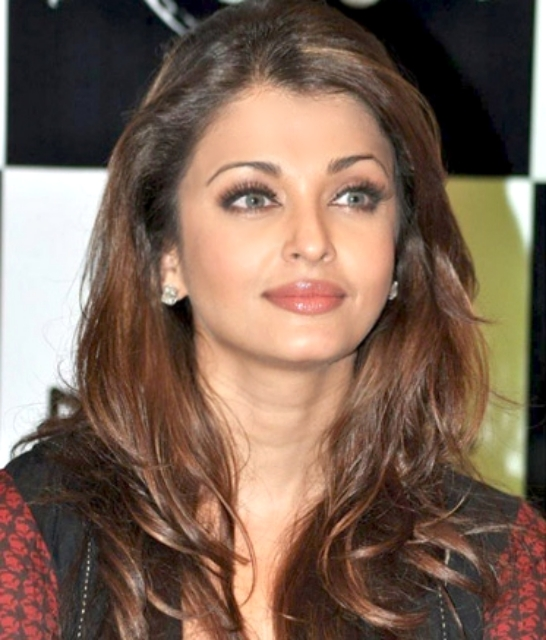
Hoa hậu Thế giới 1994 Aishwarya Rai, Ấn Độ
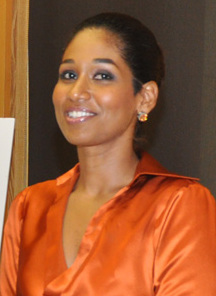
Hoa hậu Thế giới 1993 Lisa Hanna, Jamaica
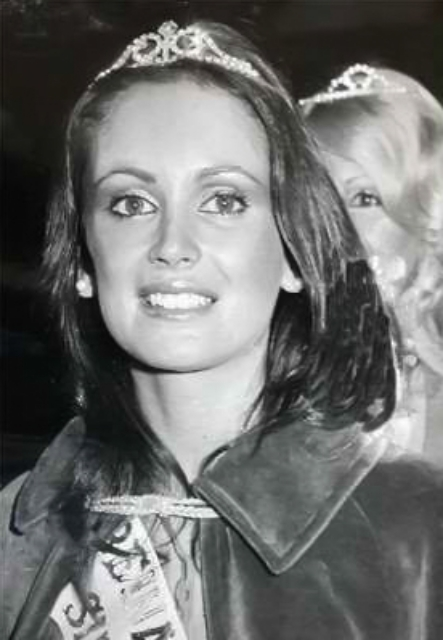
Hoa hậu Thế giới 1978 Silvana Suárez, Argentina
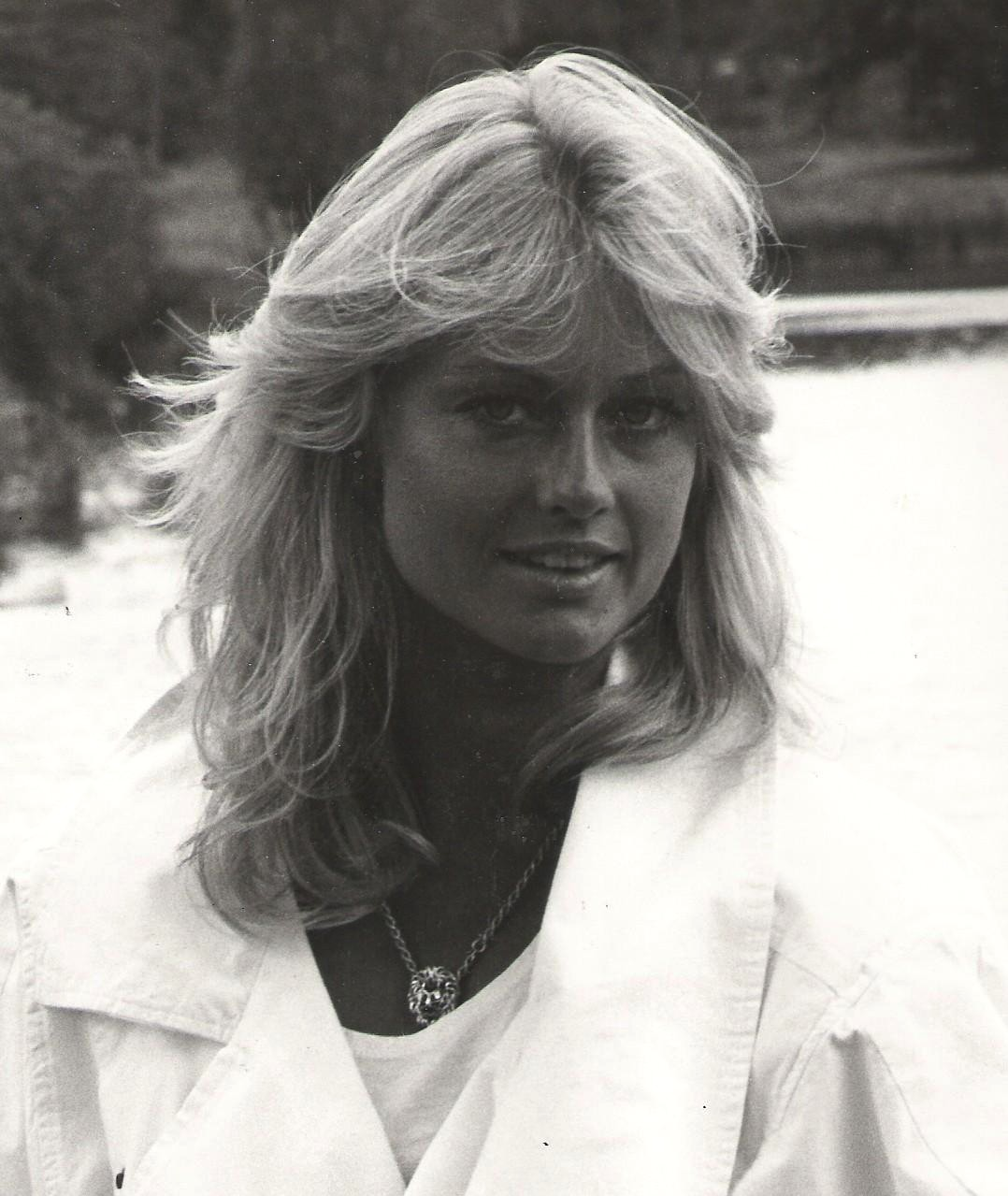
Hoa hậu Thế giới 1977 Mary Stävin, Thụy Điển
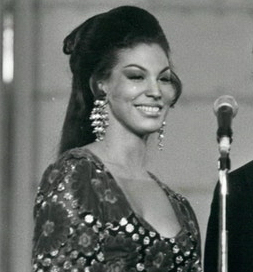
Hoa hậu Thế giới 1970 Jennifer Hosten, Grenada
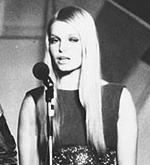
Hoa hậu Thế giới 1969 Eva Rueber-Staier, Áo
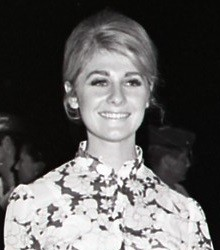
Hoa hậu Thế giới 1968 Penelope Plummer, Úc
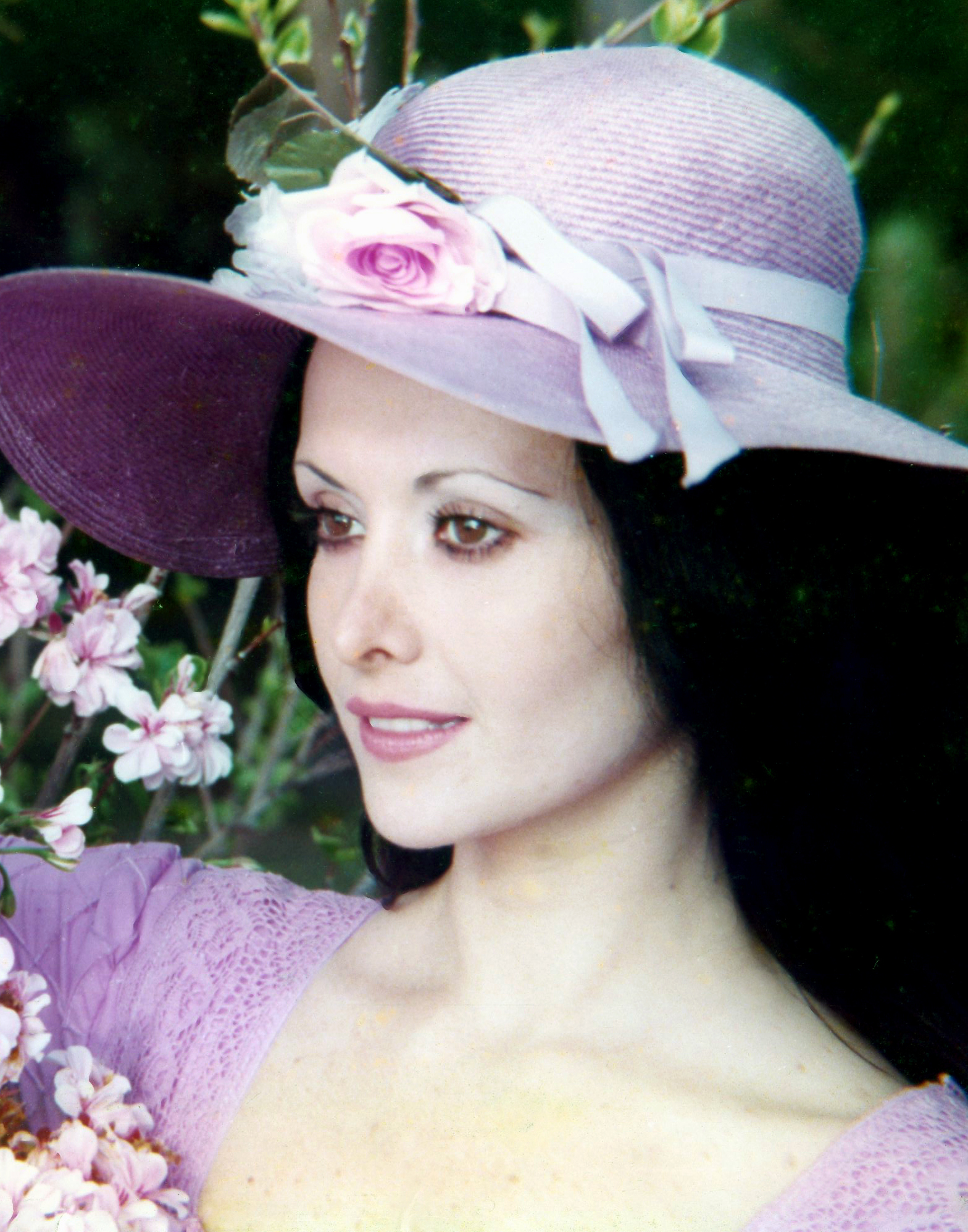
Hoa hậu Thế giới 1967 Madeline Hartog-Bel, Peru
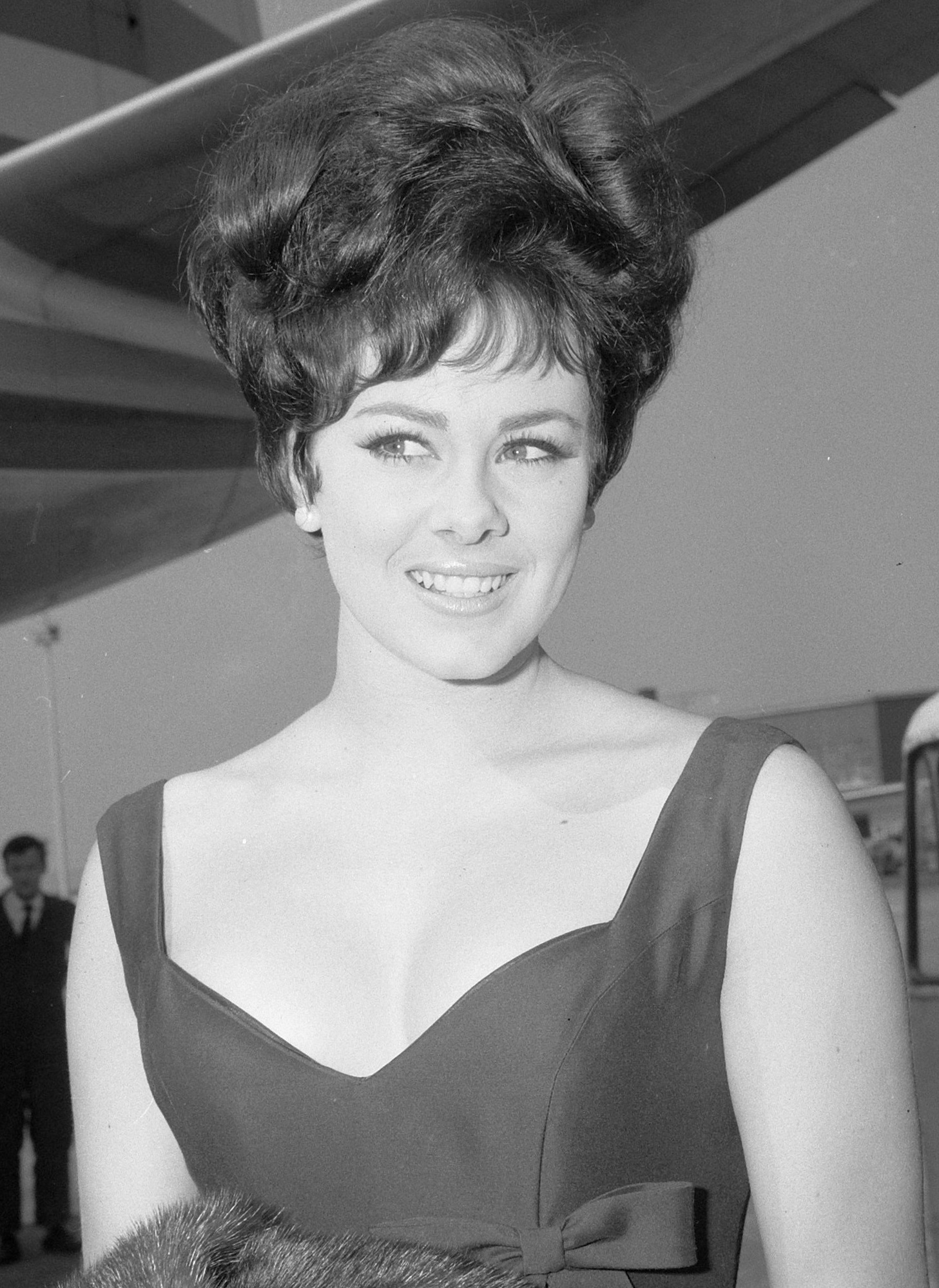
Hoa hậu Thế giới 1964 Ann Sidney, Vương quốc Anh
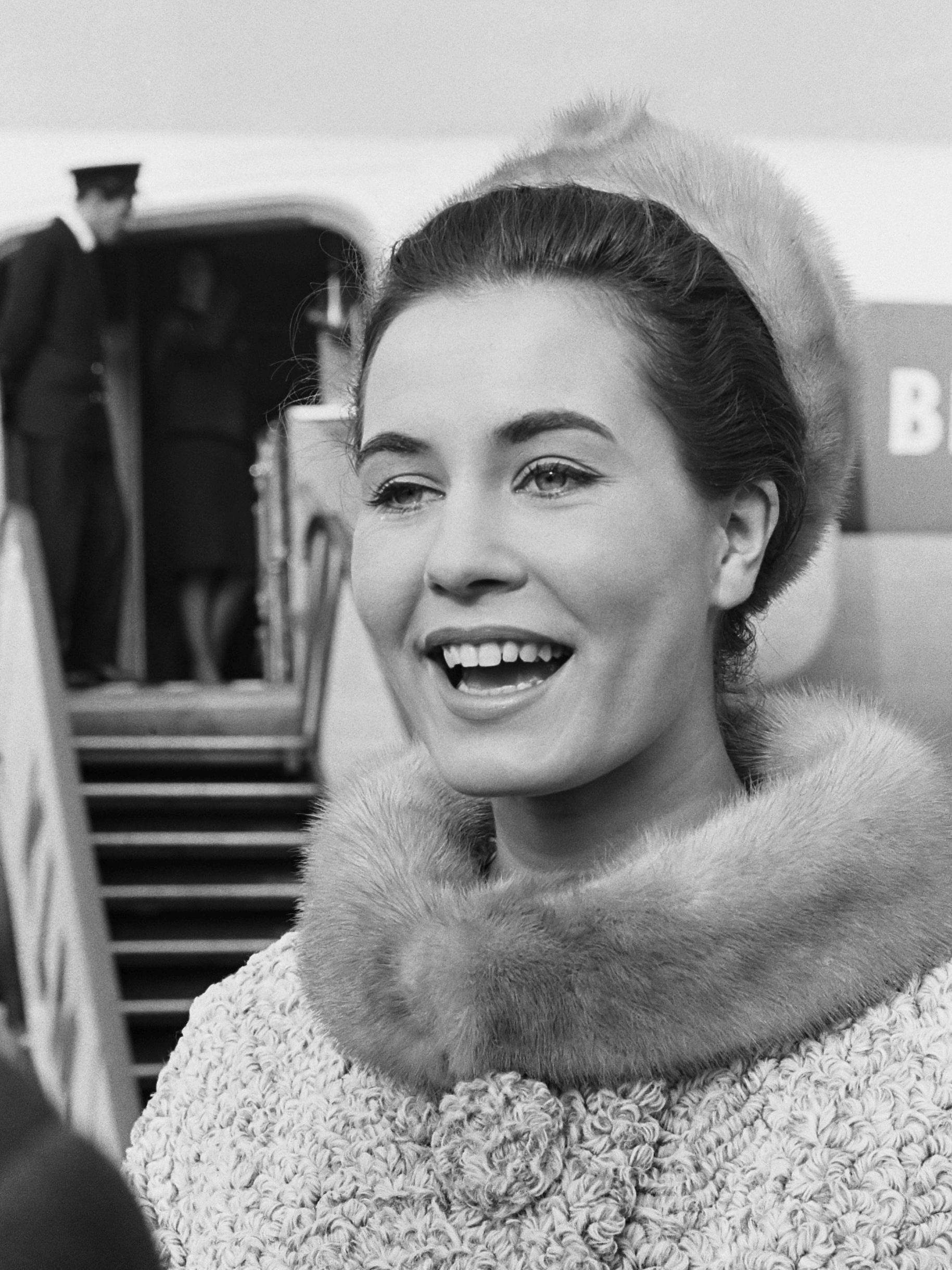
Hoa hậu Thế giới 1962 Catharina Lodders, Hà Lan
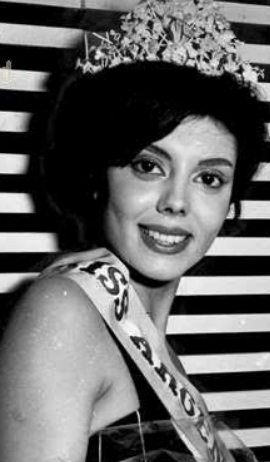
Hoa hậu Thế giới 1960 Norma Cappagli, Argentina
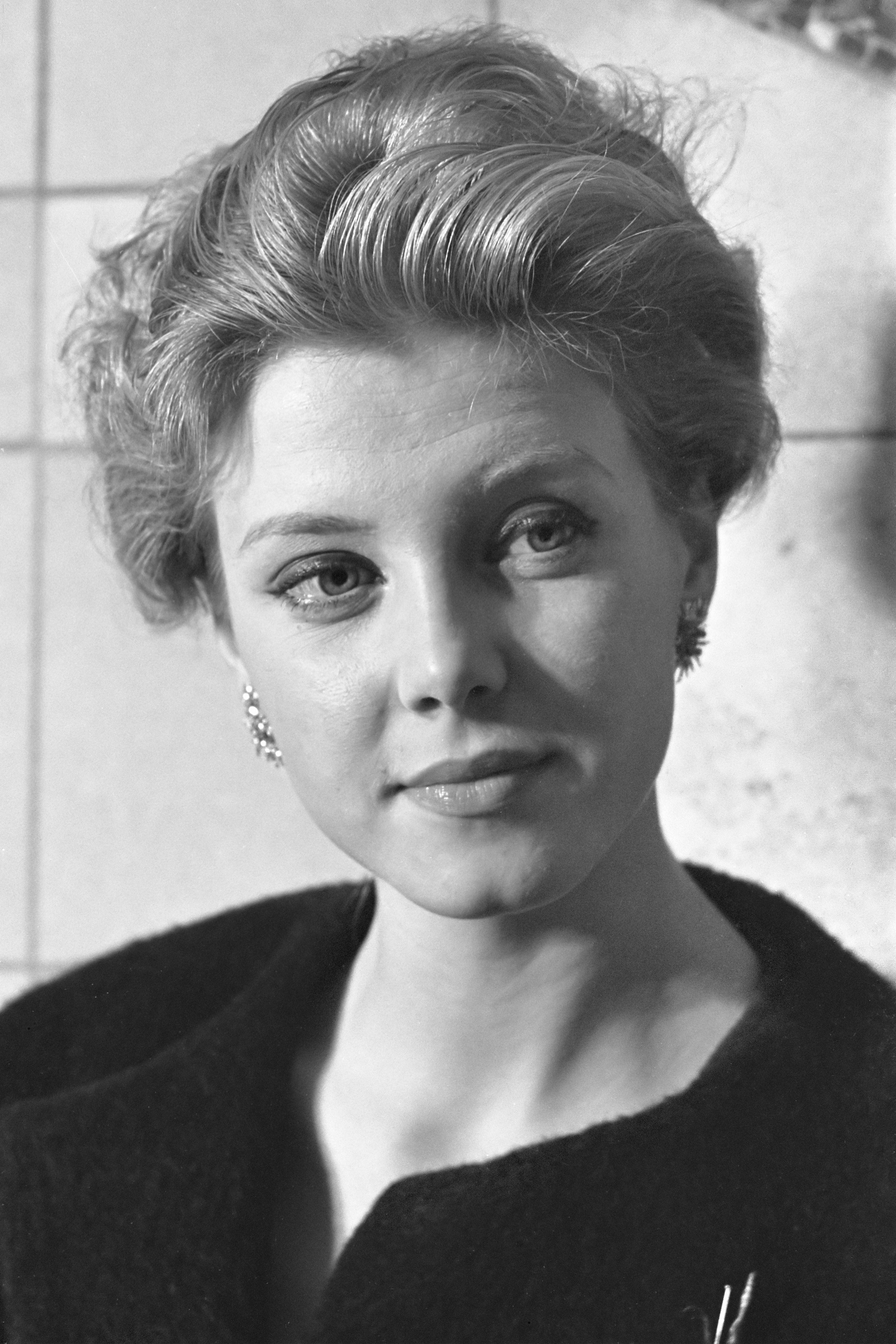
Hoa hậu Thế giới 1959 Corine Rottschäfer, Hà Lan
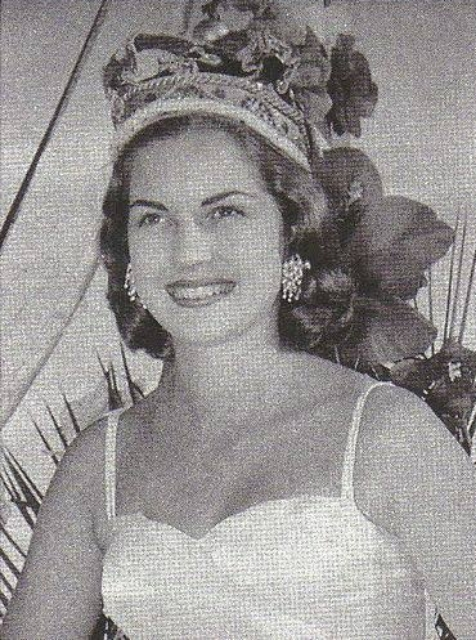
Hoa hậu Thế giới 1958 Penelope Coelen, Nam Phi
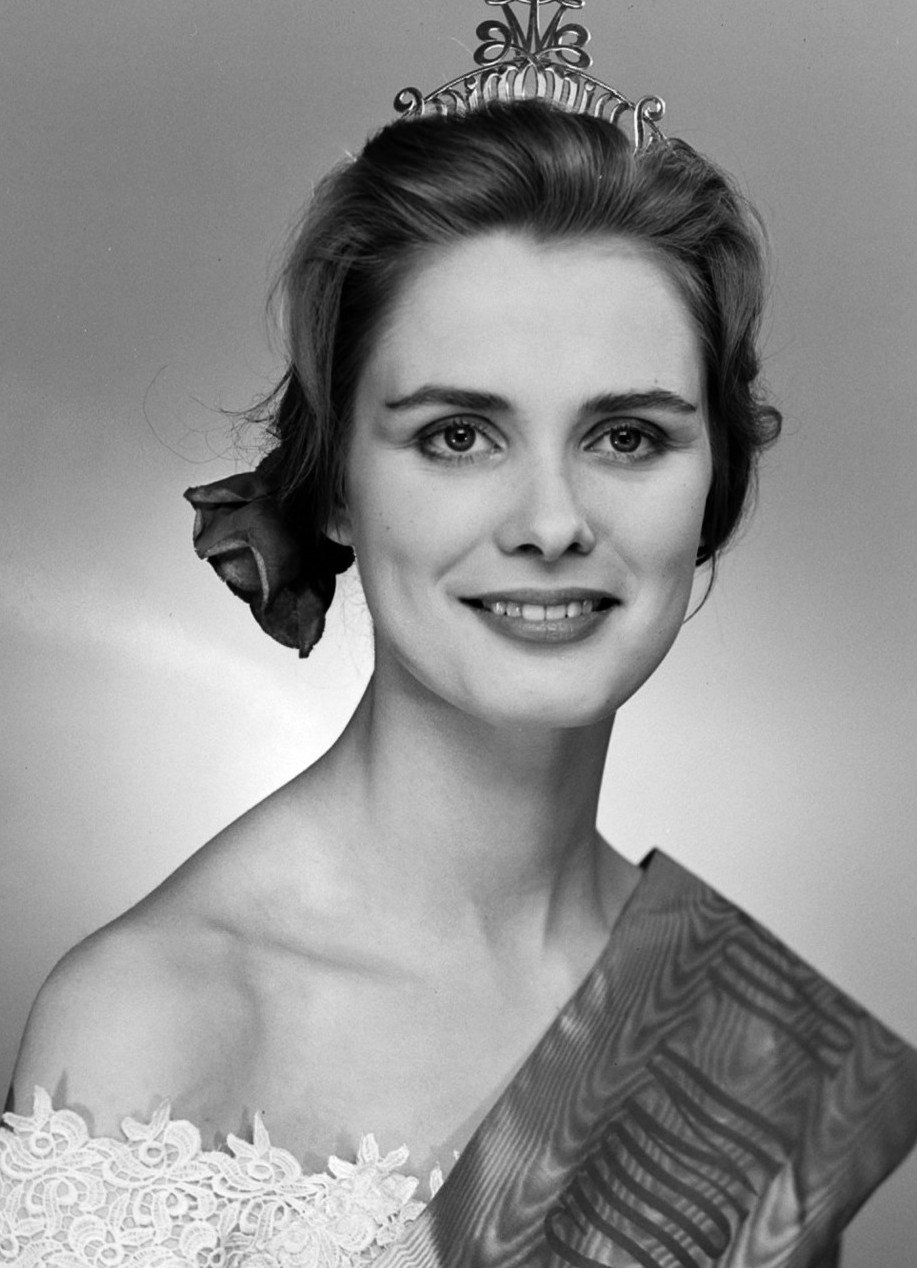
Hoa hậu Thế giới 1957 Marita Lindahl, Phần Lan
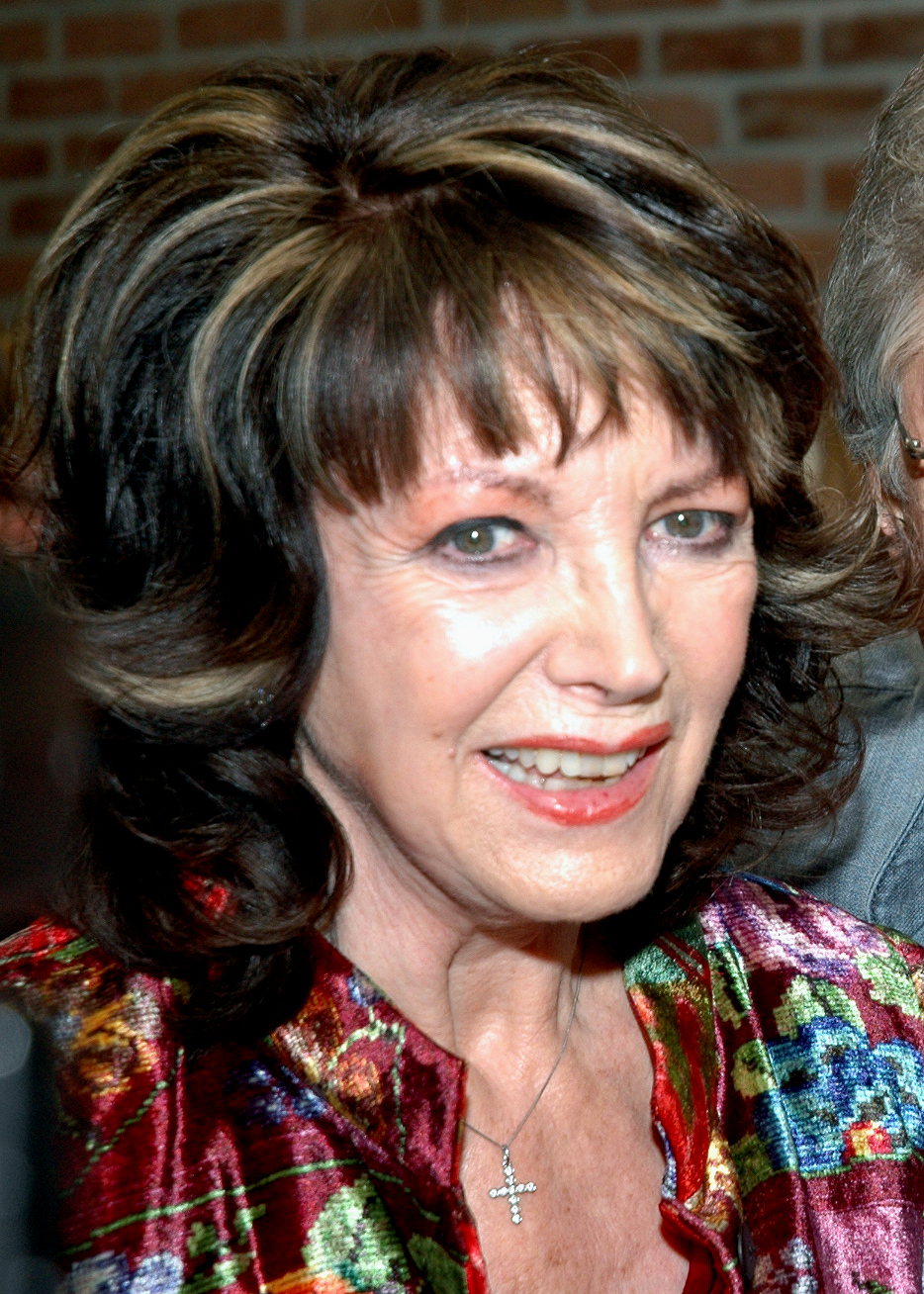
Hoa hậu Thế giới 1956 Petra Schürmann, Đức
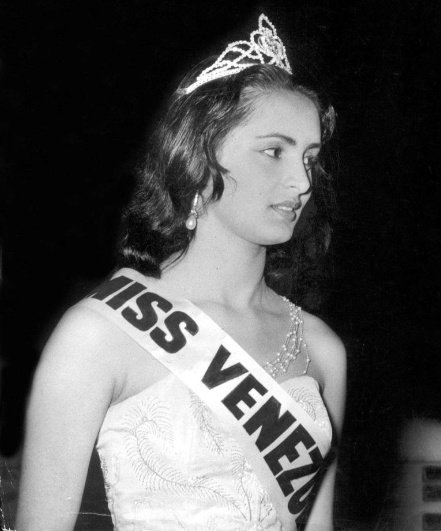
Hoa hậu Thế giới 1955 Susana Duijm, Venezuela
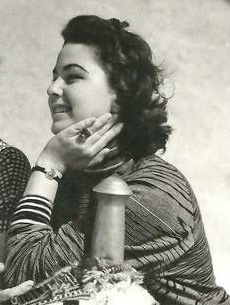
Hoa hậu Thế giới 1954 Antigone Costanda, Ai Cập
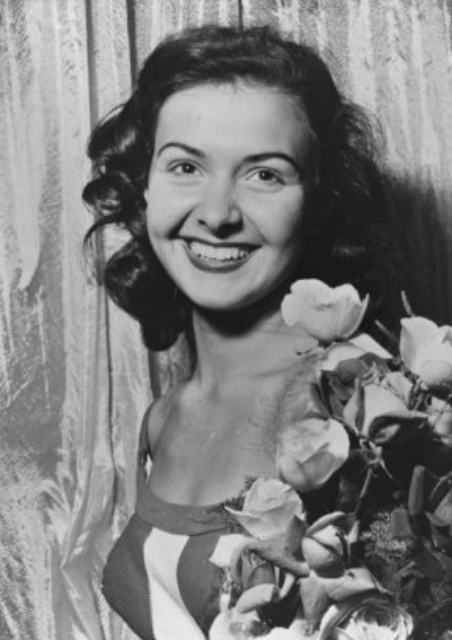
Hoa hậu Thế giới 1953 Denise Perrier,
  Pháp
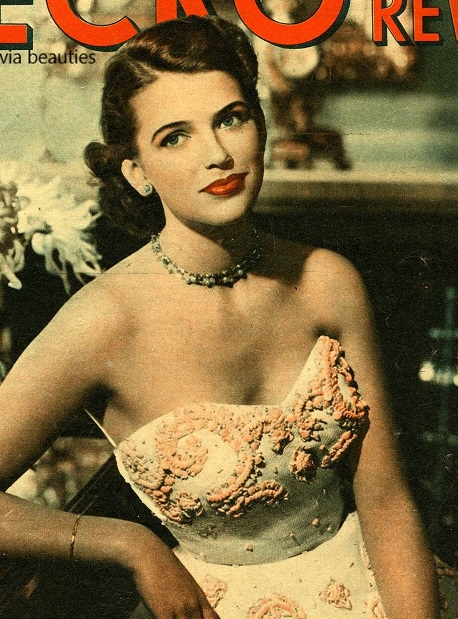
Hoa hậu Thế giới 1952 May-Louise Flodin, Thụy Điển
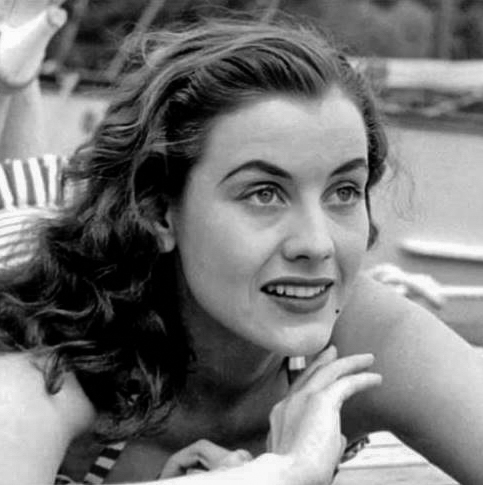
Hoa hậu Thế giới 1951 Kiki Håkansson, Thụy Điển